# 日本共产党第六回全国协议会

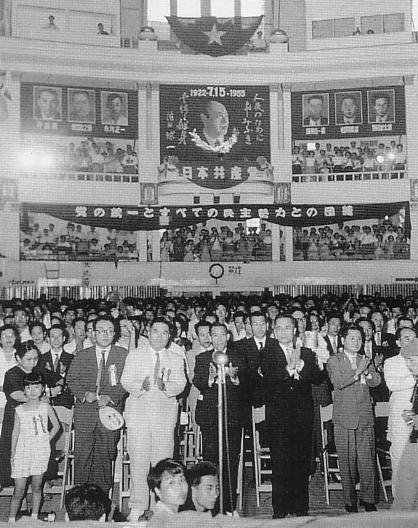
与六全协同时举办的日本共产党33周年纪念仪式

日本共产党第六回全国协议会（日语：／ Nihon Kyōsantō dai 6 kai zenkoku kyōgikai），或称日本共产党第六次全国代表会议，简称六全协（日语：／ Roku zen kyō），是日本共产党召开的一次全国协议会，与1955年7月27日至7月29日期间举行。此次会议上，日本共产党正式放弃中国革命式“农村包围城市”的武装革命斗争方针。
在此前的四全协和五全协上，日共实行武装革命的军事方针，组织山村工作队、中核自卫队等暴动组织，采用毛泽东思想中的“农村包围城市”的方针，袭击各地派出所、投掷燃烧弹。这些组织的行为使日共的支持率大为下降。1953年，书记长德田球一在北京逝世，北京机关的所感派领导人野坂参三、绀野与次郎等人回到日本，与志贺义雄、宫本显治等国际派领袖达成和解。在六全协上，野坂参三当选第一书记，绀野与次郎、志贺义雄、宫本显治当选书记局员，日共获得统一。
六全协确立了“议会斗争”的路线，希望通过议会选举获得日本国民的广泛支持。原先的“武装革命”路线则被完全否定。山村工作队等武装革命组织中的不少学生党员，得知路线转变的消息后，思想受到冲击，有些党员还在失意中自杀身亡。尊奉“武装革命”路线的学生党员对日共的新领导机构不信任，此后在苏联批判斯大林和匈牙利1956年革命的国际事件下，共产党批判斯大林主义的倾向越来越强，这些学生党员脱离日共，组建新左翼的团体共产主义者同盟。